# Christian Grau
Christian Grau (født 5. marts 1966[kilde mangler]) er en dansk bil- og livsstilsekspert, TV-vært, børnebogsforfatter og foredragsholder.
Han er uddannet folkeskolelærer, men har primært arbejdet i reklamebranchen, hvor han blandt andet har stået bag Kviks kampagne "Alle har ret til et fedt køkken". Efter reklamebranchen blev han bil- og livsstilsekspert. Han udgav i 2009 bogen "Mænd & Biler", og har i en årrække været motorredaktør på Euroman. Derudover har han deltaget som livsstilsekspert i både DR1s "Kender du typen?" og "Danmarks Skønneste Sommerhus" og TV2's "Hjemme i Danmark" samt som bilekspert i TV2's "GO' Morgen Danmark". Han har også fået sine egne TV-programmer som medvært på TV2's "Vi elsker biler!" med Anders Breinholt og som vært på "Danmarks dyreste hammerslag". Sidst har han i 2017 udgivet børnebogen Alfreds Autoalfabet, der kombinerer læren om alfabet med biler.

## Privat
Christian Grau er fraskilt, men har to børn med sin ekskone 